# Reginald Koettlitz

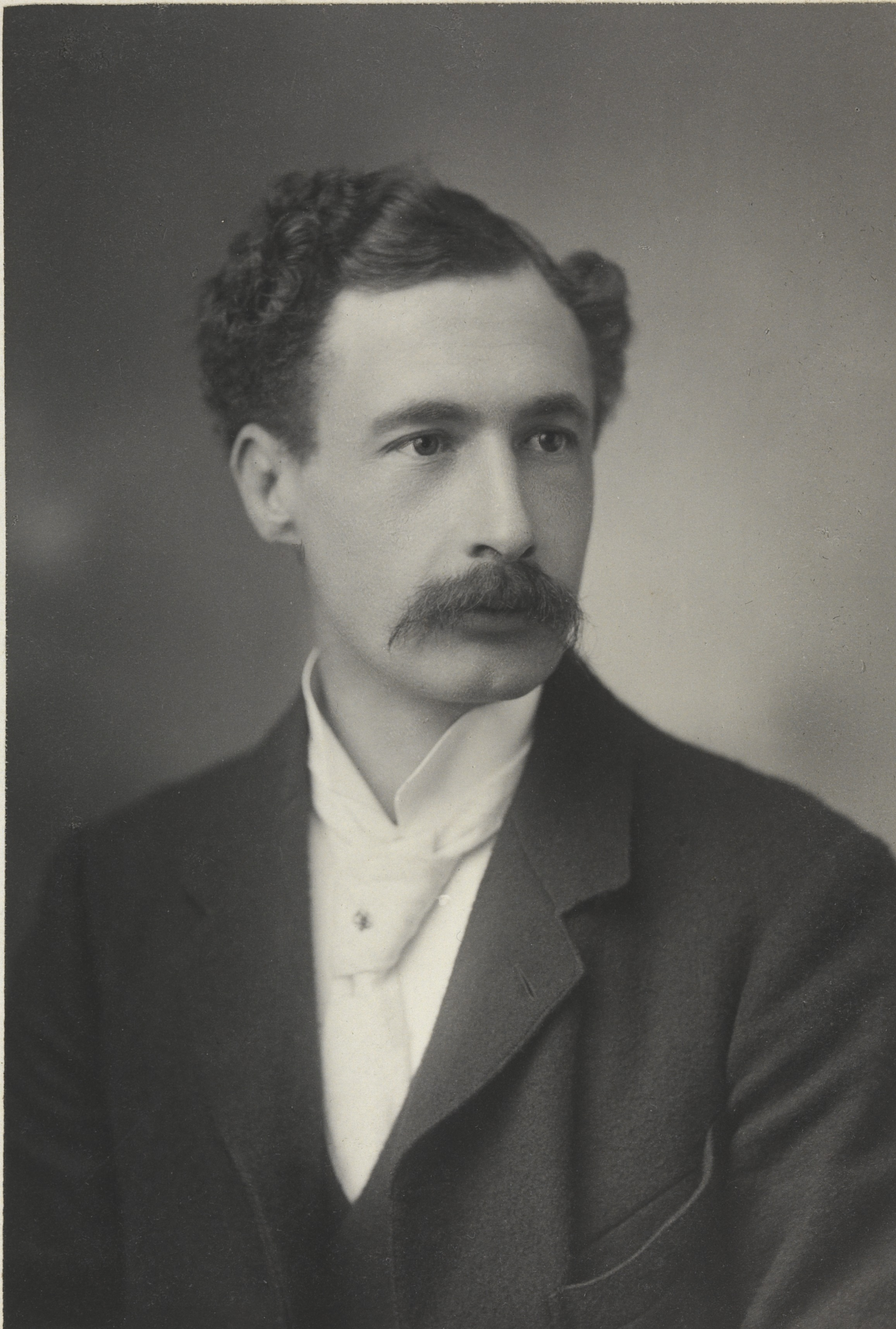
Reginald Koettlitz

Reginald Koettlitz (1860–1916) fue un médico y explorador polar belga-británico. Participó en la expedición Jackson-Harmsworth a la tierra de Francisco José (1894) y en la expedición Discovery a la Antártida.
Reginald Koettlitz nació el 23 de diciembre de 1860 en Oostende en el seno de una familia formada por un ministro religioso luterano de origen holandés y su esposa inglesa. Al poco tiempo la familia se radicó en Hougham, Kent. Concurrió al Dover College y posteriormente al hospital de Guy en Londres, donde realizó prácticas como médico y se convirtió en médico en el condado de Durham.

## Exploración polar
En 1894 se ofreció como voluntario para participar en la expedición Jackson-Harmsworth a la tierra de Francisco José como médico y geólogo.
Al regresar a Dover, Koettlitz trajo un oso polar, que se encuentra embalsamado en el Museo de Dover. En 1901, se ofreció como voluntario para la expedición Discovery de Robert Falcon Scott a la Antártida, nuevamente como médico. En este viaje tuvo de asistente a E.A. Wilson, quien posteriormente fuera el médico de la fracasada expedición Terra Nova de Scott. En un viaje que lideró a través del estrecho de McMurdo, Koettlitz descubrió el glaciar Koettlitz y la Koettlitz Neve que fueron nombrados en su honor. Por su rol en la expedición Discovery, a Koettlitz le dieron la medalla de la Royal Geographical Society.
Posteriormente, practicó medicina en Sud África. Falleció de disentería en enero de 1916 junto con su esposa.

## Legado
La isla Koettlitz (Ketlitsa Ostrova), una isla baja en el Britansky Kanal en el archipiélago de la tierra de Francisco José, fue nombrada en su honor, al igual que el glaciar Koettlitz y la Koettlitz Neve, ambos en la Antártida.